# Piermatteo d'Amelia

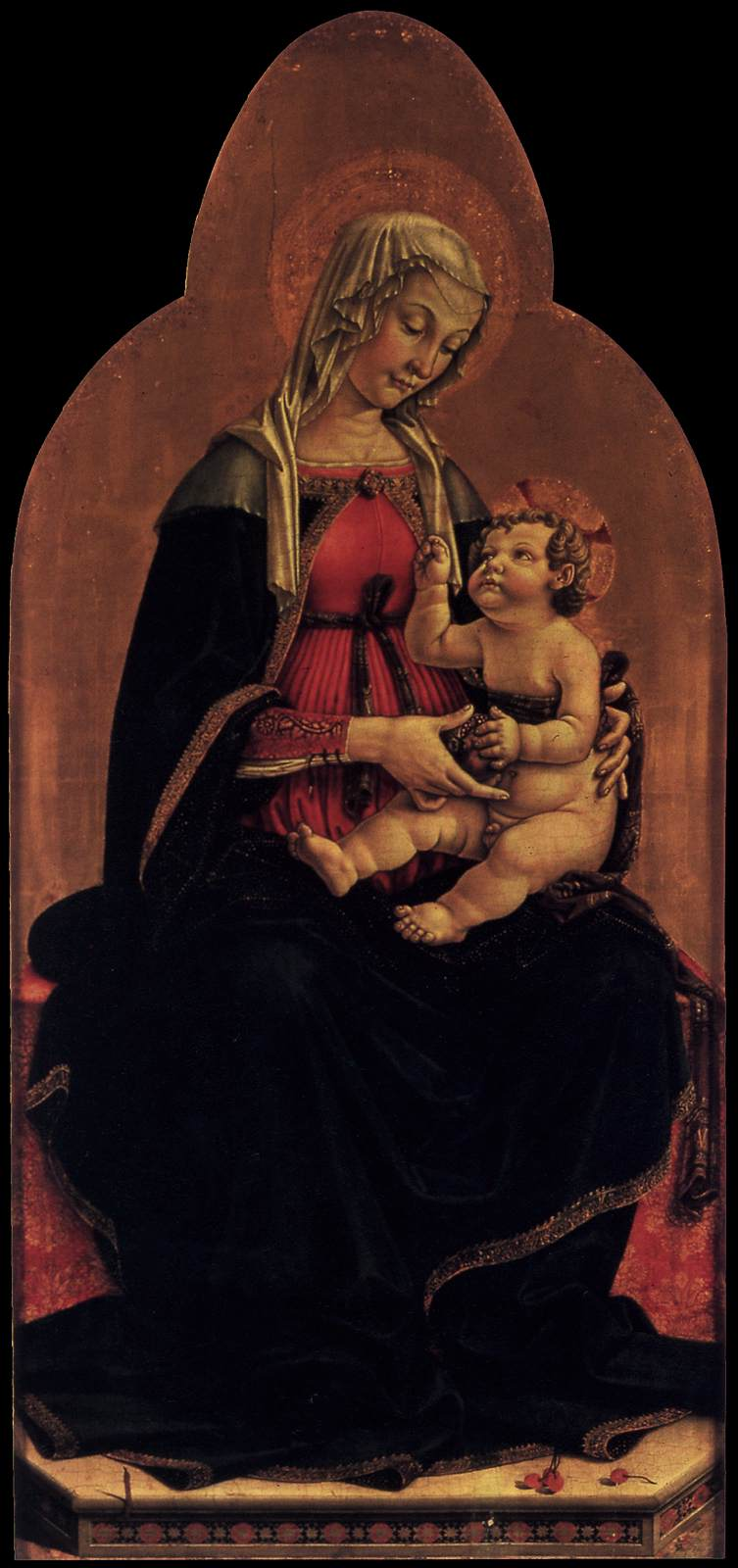
Madonna col Bambino, Gemäldegalerie di Berlino, 1481, (da Orvieto)

Piermatteo di Manfredi, detto Piermatteo d'Amelia o da Amelia (Amelia, 1445-1448 – 1508 circa), è stato un pittore italiano, spesso confuso con il quasi omonimo Piermatteo Lauro.

## Biografia
L'artista è citato per la prima volta come garzone di Filippo Lippi, quando, tra il 1467 e il 1469, è attivo nella decorazione dell'abside del Duomo di Spoleto (Storie della Vergine). 

Tra il 1479 e il 1480 fu a Roma, probabilmente grazie ai rapporti con la potente famiglia amerina dei Geraldini, casato così in vista da poter ospitare Sisto IV ad Amelia, in uno dei propri palazzi. 

A Roma è incaricato di dipingere la volta della Cappella Sistina, decorandola con un cielo stellato. Questo affresco sarà poi coperto da Michelangelo con i suoi affreschi della volta Sistina a causa delle crepe che si erano create nel tetto per via dei lavori di costruzione delle fondamenta della nuova Basilica di San Pietro, prontamente consolidate da Bramante con l'utilizzo di catene. Questa prima decorazione della volta Sistina è documentata da un disegno attribuito a Piermatteo conservato agli Uffizi. 

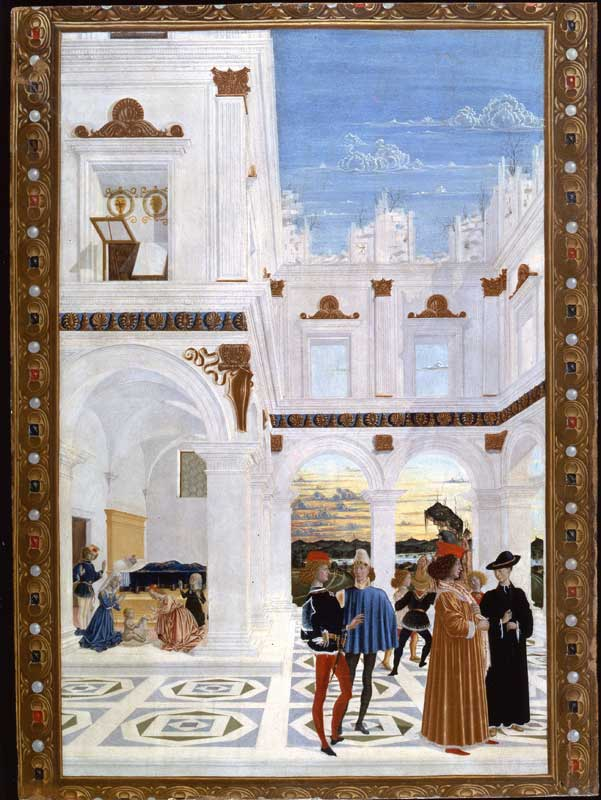
Bottega del 1473 (pannello attribuito a Piermatteo d'Amelia), Miracolo del Bambino nato morto, Perugia, Galleria Nazionale dell'Umbria

Tra il 1480 e il 1482 è attivo a Orvieto come decoratore di statue e doratore di arredi sacri e mostre di orologi. A questo periodo è da far risalire l'ancona per la chiesa di Sant'Agostino, oggi smembrata e divisa fra varie collezioni, tra cui la Gemäldegalerie di Berlino. Tornato a Roma viene richiamato a Orvieto nel 1482, dove il Consiglio dell'Opera del Duomo gli affida la decorazione della cappella di San Brizio, poi affidata più tardi a Luca Signorelli; all'anno successivo è datato l'affresco realizzato a Narni, raffigurante la Madonna col Bambino e le sante Lucia e Apollonia. 

Dal 1485 è a Roma, dove lavora per i papi Innocenzo VIII e Alessandro VI.

Nel 1497 è nominato conservatore della città di Fano, mentre nel 1503 è soprintendente per le fabbriche papali di Civita Castellana.
Nelle ultime sue opere Federico Zeri ha riconosciuto un avvicinamento ai modi artistici di Antoniazzo Romano.

## Personalità artistica e opere

Piermatteo d'Amelia, Annunciazione, Boston, Isabella Stewart Gardner Museum

Grazie agli studi compiuti negli anni venti da Umberto Gnoli, Roberto Longhi e Bernhard Berenson, fu possibile individuare nel Novecento la personalità di un pittore le cui opere furono raccolte sotto il nome convenzionale di "Maestro dell'Annunciazione Gardner". L'Annunciazione fu realizzata per il convento della SS. Annunziata di Amelia, passata poi alla Porziuncola, venduta nel 1880 a Isabella Stewart Gardner, e ora conservata presso l'omonimo museo di Boston.

Il recupero del maestro dall'anonimato, nel 1953, e l'identificazione con Piermatteo d'Amelia si devono agli studi e alla felice intuizione del critico d'arte Federico Zeri che ne ha collocato la personalità artistica tra quella dei grandi pittori del '400, protagonista della pittura rinascimentale. Zeri attribuì alla fase giovanile di Piermatteo due tavole della serie dalle Storie di san Bernardino (Perugia, Galleria Nazionale dell'Umbria). L'identificazione operata da Zeri ha avuto una conferma documentale nel 1985, con il ritrovamento del contratto notarile per l'esecuzione della Pala dei Francescani di Terni, rintracciato grazie all'archivista Elisabetta David, vero capolavoro del Rinascimento umbro, conservato presso la Pinacoteca della stessa città, commissionata proprio a Piermatteo da Amelia il 29 settembre 1483. 

Oltre che ad Amelia, Terni e Perugia, le sue rare opere sono conservate in prestigiosi musei del mondo come Berlino, Boston, Philadelphia, Altemburg. 

La tavola del Sant'Antonio Abate è l'unica opera conservata nella sua città natale, Amelia, presso il Museo Civico e Pinacoteca, che ospita nelle sue collezioni anche una Sacra Conversazione attribuita alla sua bottega. Al pittore e alla sua bottega sono attribuiti anche numerosi affreschi tra cui un importante ciclo nell'edicola di Toscolano ad Avigliano Umbro (TR), a Porchiano del Monte (Amelia) presso la chiesa di San Simeone, presso il Duomo di Orvieto, a Narni e in numerosi centri dell'alto Lazio (chiesa di San Rocco a Castiglione in Teverina).
A Piermatteo d'Amelia è stata dedicata una mostra inaugurata il 12 dicembre 2009 a Terni e ad Amelia (Piermatteo d'Amelia e il Rinascimento nell'Umbria meridionale) con un itinerario sui luoghi di Piermatteo a partire dalla sua città natale.